# 魚返一真
魚返 一真（おがえり かずま、1955年12月23日 - ）は、日本の写真家。大分県出身。

## 来歴

### 来歴
大分県玖珠郡玖珠町生まれ。10歳の頃から父親所有のハーフサイズのオリンパス・ペンやペンタックスSPを借り、鉄道の撮影を開始。（宮原線、久大本線、豊後森機関庫など）鉄道を好きになったのは熱狂的な鉄道ファンだった兄（哲也）の影響だった。大分県美術展で複数入選。鉄道写真家西尾恵介氏との出会いを機にそれまで以上にSL撮影に熱中。暗室作業を始めたのは中学1年生の頃。大分県立日田高校理数科卒業後、中央大学理工学部に進学。

### 音楽活動
大学中退後は音楽活動に専念。4人組のロックバンド、ムーンダンスを結成。ギター＆ボーカルで参加。バンド解散後、ソロ活動へ。渋谷Take-Off7、新宿ロフト、新宿ルイードなど数々のライブハウスへ出演するかたわら、音楽制作会社を立ち上げ、作曲やプロデュースを手がけた。1982年、自社レーベルのシングル盤「Crying In The City／もう一度ラブソング」発売。編曲、ピアノは作曲家の大森俊之、ライブではEXILEのバンドメンバーでもある音楽プロデューサーの小倉泰治が担当した。

### 写真家
1991年8月以降、写真家として活動。「ホットドッグ・プレス（Hot-Dog PRESS）」誌の依頼で、渋谷の街頭で女子大生をキャッチ撮影。それをきっかけに、以後、一般女性を被写体とした写真を撮影し続けている。これまでに撮影した一般女性モデルは700人を超える。商業カメラマンとしての撮影は著名人のポートレートが多く、印象深く刺激を受けたのは横尾忠則、宮崎駿、ウィル・スミスなど各氏だった。
1993年10月、フジテレビ『料理の鉄人』の写真を担当。それ以降の料理人ポートレートに大きな影響を与え魚返が考案した撮影スタイルが定着した。『ガロ』『日刊ゲンダイ』『月刊カメラマン』『CAPA』『週刊大衆』その他、雑誌連載多数。2004年から写真塾を開催中。
写真集を青幻舎、クリフ、青林堂、ぶんか社、キリシアギャレリイ（CD−ROM）などから出版している。ぶんか社からの出版に際しては家田荘子の推薦があった。
2013年9月にオランダの小説家Gerjon Zomerの小説 "dat wat blijft" 、及び2009年阿部嘉昭氏の詩集『頬杖のつきかた』の表紙に作品"apple of eve"が使われた。2016年2月にフランスLieutenant Willsdorff社より "MOSO" を海外初出版。2016年11月に "ImageNation Paris" に招待され、パリ市内にある Espace des Arts Sans Frontierès に4作品が展示された。2017年も再度パリで展示。2019年３月に"SWEET MAIDS HOT DREAMS"がドイツEdition Reuss社より刊行され海外二冊目の出版となった。

## 写真集
- 『デパートガール』1996年8月 ミニ写真集（Cliff）
- 『オールガール』1996年11月（青幻舎）
- 『シンプルガール』1998年4月 CD-ROM（キリシアギャレリィ）
- 『Limit』2000年4月（Cliff）
- 『妄想カメラ』2001年7月（青林堂）
- 『CINEMA GIRL』2001年12月（Cliff）
- 『Limit２nd』2002年4月（ぶんか社）
- 『妄想写真館』2003年12月（Cliff）
- 『妄想サロン』2005年3月（ぶんか社）
- 『鉄道と彼女』2008年4月（ぶんか社）
- 『MOSO』2016年2月（フランス Lieutenant Willsdorff社）
- 『SWEET MAIDS HOT DREAMS』2019年3月（ドイツ Edition Reuss社）

- 『道場六三郎』写真集 1996年1月（近畿日本ツーリスト）
- 『坂井宏行』写真集 1996年1月（近畿日本ツーリスト）
- 『陳建一』写真集 1996年1月（近畿日本ツーリスト）

## 個展（その他）
- 1994年8月　1st「彼女達の記念写真」/Gallery KAORU
- 1995年8月　2nd「好きにならずにいられない」/Gallery KAORU
- 1996年1月　「料理の鉄人 写真展」/Gallery KAORU
- 1996年3月　3rd 「WHO'S LOVE」/Gallery KAORU
- 1996年5月　4th 「デパートガール」/Gallery KAORU
- 1996年8月　5th 「デパートガール夏の大感謝祭Part1」/Gallery KAORU
- 1996年8月　6th 「デパートガール夏の大感謝祭Part2」/TOKYO JOYPOLIS
- 1998年8月　7th 「シンプルガール1」/FhotoSpace KOYO1
- 1999年6月　8th 「シンプルガール2」/FhotoSpace KOYO2
- 1999年12月　9th 「シンプルガール3」/FhotoSpace KOYO1
- 2001年1月　10th「Limit」/Fhoto Space KOYO1
- 2002年5月　11th「Limit2nd」/KICHIJYOJI Gallery
- 2002年12月　12th「妄想写真館」/Gallery MUGI
- 2003年4月　13th「シネマガール」/コニカプラザ　Gallery C
- 2003年7月　14th「妄想写真館2」/Gallery MUGI
- 2004年2月　15th「妄想写真館3」/Gallery MUGI
- 2004年9月　16th「妄想写真館2」/Gallery MUGI
- 2005年5月　17th「妄想サロン」/渋谷Galleryルデコ
- 2005年11月　18th「リトル・ファンタジー」/渋谷Galleryルデコ
- 2006年5月　19th「リトル・ファンタジー2」/渋谷Galleryルデコ
- 2006年11月　20th「STATION」/ 渋谷Galleryルデコ
- 2008年1月　21st「鉄道と彼女 」/渋谷Galleryルデコ
- 2008年10月　22nd「鉄道と彼女と僕」/ 渋谷Galleryルデコ
- 2009年11月　23rd「フルーツスカウト」 /渋谷Galleryルデコ
- 2011年9月　24th「放課後カメラ」/ 渋谷Galleryルデコ
- 2013年7月　25th「告白」 /渋谷Galleryルデコ6
- 2014年7月　26th「君のともだち」/渋谷Galleryルデコ6
- 2015年9月   27th 「ラムネ色の媚薬」/渋谷Galleryルデコ5
- 2016年9月　28th「MOSOカメラ#2016」/アートコンプレックス・センター ACT4
- 2016年11月　ImageNation Paris/ ESPACE DES ARTS SANS FRONTIERES 4作品がイタリアの団体に招待されパリのギャラリーに展示された
- 2017年3月　29th『トロイメライ〜夢想』/神保町画廊
- 2017年9月　30th『共犯者の為のマインドゲームス』/渋谷Galleryルデコ3
- 2017年11月　ImageNation Paris/ ESPACE DES ARTS SANS FRONTIERES 4作品が招待されパリのギャラリーに展示された
- 2018年4月　31st『まぼろしの旧国鉄宮原線と鉄道ガール』/渋谷Galleryルデコ3
- 2018年9月　32nd『妄想ガール・コレクション』/渋谷Galleryルデコ5
- 2019年4月 33rd『檸檬のしずく』/神保町画廊
- 2021年4月 37rd『ベジタリアン・ファッション』/at 喫茶ウエスト
- 2022年5月 38th『エロティック・ジャポン』/神保町画廊
- 2022年9月 39th『モノクローム・ラヴ』/リアムギャラリー
- 2023年4月 40th『ちらりずむ』/リアムギャラリー

## トークライブとTV出演
- 2001年5月『魚の目からウロコの妄想写真講座1』/ ロフトプラスワン
- 2001年8月『魚の目からウロコの妄想写真講座2』/ ロフトプラスワン
- 2002年4月『魚の目からウロコの妄想写真講座3』/ ロフトプラスワン
- 2002年9月『魚の目からウロコの妄想写真講座4』/ ロフトプラスワン
- 2004年5月『魚の目からウロコの妄想写真講座5』/ ロフトプラスワン
- 2006年3月『6thトークライブ・魚返一真の妄想写真講座』/ ネイキッドロフト
- 2006年7月『7thトークライブ・魚返一真の妄想写真講座』/ ネイキッドロフト
- 2006年11月『8thトークライブ・魚返一真の妄想写真講座』/ ネイキッドロフト
- 2007年3月『9thトークライブ・魚返一真の妄想写真講座』/ ネイキッドロフト
- 2007年6月『10thトークライブ』/ ネイキッドロフト
- 2007年10月『11thトークライブ』/ ネイキッドロフト
- 2008年2月『12thトークライブ』/ ネイキッドロフト
- 2008年9月『13thトークライブ』/ ネイキッドロフト
- 2009年10月『14thトークライブ』/ ネイキッドロフト
- 2010年12月『15thトークライブ』/ ネイキッドロフト

- 1996年5月 『トゥナイト2』（テレビ朝日）
- 1998年10月 『トゥナイト2』（テレビ朝日）
- 1998年10月 『BOOKTV』（DirecTV）
- 1999年4月 『トゥナイト2』（テレビ朝日）
- 1999年10月 『AXEL』（テレビ朝日）
- 1999年8月 『BOOKTV』（DirecTV）
- 2000年8月 『トゥナイト2』（テレビ朝日）
- 2001年10月 『2時ドキッ!』（関西テレビ）
- 2001年9月 『2時ドキッ!』（関西テレビ）
- 2002年10月 KEITAI SHOGUN（日本テレビ）
- 2003年10月 additional square（BS日本）
- 2003年5月10日 "SexTV" （Toront Canada）